# Guillaume Pâque
Guillielmus (Guillaume, William) Pâque (Brussel, 5 juli 1824  – Marylebone, Londen, 2 maart 1876) was een Belgisch cellist en componist.
Hij was zoon van Augustinus Jean Joseph/Augustinus Joannes Josephus Paque en Françoise/Francisca Pieck. Broer Jean Pâque was trompettist.
Hij kreeg zijn muziekopleiding van cellist François Demunck aan het Brussels conservatorium. Hij nam vervolgens plaats in het orkest van de Brusselse Opera, trok naar orkesten in Parijs, Madrid, Barcelona om in Londen te eindigen bij de Royal Italian Opera en een voorloper van de London Philharmonic. Voorts gaf hij les aan de Dr. Wylde’s London Academy of Music (1863). Hij was er tevens cellist van het koninklijk orkest te Londen, alhoewel aangetekend werd dat hij vooral een aimabel man was en niet zeer zozeer een goede cellist.
Als componist schreef hij veelal werken voor zijn eigen instrument, waaronder Souvenir de Curis, een werk voor cellokwartet, dat ook in 2021 nog in druk is en Romance et tarantelle (opus 23). Hij werd begraven op Brompton Cemetery.